# NASA〜未来から落ちてきた男〜
『NASA〜未来から落ちてきた男〜』（ナサ〜みらいからおちてきたおとこ〜）は、1991年8月23日にフジテレビ系『金曜ドラマシアター』枠で「終戦記念スペシャル」として放映された単発スペシャルドラマ。
アメリカのスペースシャトルが、時空を超えて太平洋戦争末期の日本にタイムスリップするというSFタッチで制作された。NASA（アメリカ航空宇宙局）もロケ協力した。後にVHSビデオソフト化された。

## あらすじ
アメリカ合衆国・アトランタの閑静な住宅地の中にある1軒の邸宅の前に1台のリムジンが停まり、中から1人の東洋人の老人が降りてくる。その邸宅に住む少女に案内されて中へ入った老人は、懐かしそうな表情を見せる。
遡ること2か月前、妻スーザン、5才の娘アイラ、愛犬ミスティと幸せに暮らす日系二世の宇宙飛行士上野信夫は、ほか2名のアメリカ人宇宙飛行士と共にスペースシャトルで宇宙に飛び立った。だが、ミッションの最中に突然異常が発生、上野たちの乗ったスペースシャトルは制御不能になり、何かとても強い力に吸い寄せられるがまま白い光の中に飛び込み、姿を消してしまう。
上野たちが気がつくと、スペースシャトルは海岸の砂浜に不時着していた。3人の命に別状は無かったものの、スペースシャトルは損傷が激しく自力での飛行は不可能、必死に無線連絡するも、全く通じない。するとそこへ、兵隊らしき集団がやってきた。3人は銃を向けられ、なすすべ無く捕まってしまう。
上野は連行される途中、厳島神社の大鳥居を見て、自分たちが今日本にいる事を知る。さらに、同じ収容所に入れられている捕虜の米軍兵との会話から、46年前の太平洋戦争末期の1945年（昭和20年）にタイムスリップした事を知る。
上野たちは、橋口健次郎中尉の厳しい尋問を受ける。上野たちは自分たちの身分を必死に説明するが、信じてもらえない。そんなある日、空襲に乗じて逃げ出した上野は、橋口中尉の兄嫁の由美子と出会う。上野はこの戦争に疑問を感じている由美子と意気投合、自分の身の上話をする。だが、その中で上野は衝撃的な事を知る。橋口中尉は何と、後に自分の父親になる人物だった…。

## キャスト
- 上野信夫：三上博史[1]
- 橋口健次郎中尉：中井貴一[2]
- 地井武男
- 阿藤海
- 古尾谷雅人
- 益岡徹
- せんだみつお
- ガッツ石松
- 高杉亘
- 島田洋八
- 清水宏
- セイン・カミュ
- 畑俊六元帥：高橋悦史
- 橋口由美子：田中好子

## スタッフ
- 企画：遠藤龍之介、小牧次郎、石原隆
- 演出：小椋久雄
- 脚本：鎌田敏夫
- 音楽：久石譲[3]
- 演出補：木下高男
- SFXアドバイザー：皆川慶助（フジテレビ）
- 特殊効果：菊地潔（大平特殊効果）
- CG：竹内真由美、大村卓
- 字幕制作：東北新社
- 特殊メイク：Bill Johnson
- 技斗：宮辺勝彦
- 軍事考証：内海忠
- 資料協力：広島市公文書館、呉市史編纂室、「反核・写真運動」事務局
- ロケ協力：NASA（アメリカ航空宇宙局）・マーシャル宇宙飛行センター、デルタ航空、浜松市、真鍋島、宮島町、竹原市産業部商工観光課、福山市商工部観光課、笠岡市商工観光課、スペースワールド　ほか
- 技術協力：バスク
- 美術協力：フジアール
- プロデューサー：関口静夫
- 制作：フジテレビ、共同テレビジョン